# 剌真
剌真（13世纪—1299年），元朝大臣，又名腊真，畏兀儿人，元世祖、元成宗时中书平章政事。
剌真是小云石脱忽怜之孙，隆兴府达鲁花赤八丹的儿子。历任翰林院学士承旨、通政院使兼知尚乘寺事。元世祖至元二十九年（1292年），担任中书省平章政事，依旧兼任原职。元贞元年（1295年），奏准增加上都（今内蒙古自治区锡林郭勒盟正蓝旗东）商税，大德三年（1299年）罢职。其子察乃。